# Aislinn König
Pour les articles homonymes, voir König.
Aislinn König, née le 20 mai 1998 à Vancouver, est une joueuse canadienne du basket-ball. Elle a aussi la nationalité autrichienne.

## Carrière

### Carrière en club
Après sa carrière universitaire avec le Wolfpack de North Carolina State, König s’inscrit pour le Repêchage WNBA 2020, mais elle n’est pas sélectionnée. En juin 2020, elle signe avec le BCF Elfic Fribourg en Suisse.
Elle est recrutée par le club français des Flammes Carolo pour la saison LFB 2022-2023, mais elle ne parvient pas à s'imposer (3,2 points et 1,3 passe décisive en 15 minutes de moyenne en LFB) et est libérée par fin décembre pour rejoindre le club espagnol de Murcie.

### Carrière internationale
König est sélectionnée par l’équipe du Canada féminine de basket-ball pour la première fois en 2019 pour les Jeux panaméricains de 2019.

## Palmarès

### Carrière universitaire
- Champion de l’Atlantic Coast Conference (2020[4])

### Carrière professionnelle
- Supercoupe de Suisse féminine de basket-ball (2020[5])
- Coupe de la Ligue suisse féminine de basket-ball (2021[6])

### Carrière internationale
- Médaillée de bronze de la Coupe du monde féminine de basket-ball des moins de 19 ans 2017
- Médaillée d'argent du Championnat des Amériques féminin de basket-ball des moins de 18 ans 2016
- Médaillée d'argent du Championnat des Amériques féminin de basket-ball des moins de 16 ans 2013

## Vie personnelle
Sa sœur, Mackendra König, est sélectionnée par l'équipe d'Autriche des moins de 16 ans et a participé au Championnat d’Europe des moins de 16 ans en 2019.